# Emadiellus zonatus
Emadiellus zonatus är en skalbaggsart som beskrevs av S. Endrödi 1964. Emadiellus zonatus ingår i släktet Emadiellus och familjen Aphodiidae. Inga underarter finns listade i Catalogue of Life.